# Xylopia aurantiiodora
Xylopia aurantiiodora är en kirimojaväxtart som beskrevs av De Wild. och Théophile Alexis Durand. Xylopia aurantiiodora ingår i släktet Xylopia och familjen kirimojaväxter. Inga underarter finns listade i Catalogue of Life.